# バレン (映画)
『バレン』（伊: Ombre bianche、仏: Les Dents du diable、英: The Savage Innocents）は1960年のイタリア、フランス、イギリスの合作による映画。ハンス・リューシュによるイヌイットを描いた小説「世界の頂点」の映画化で、ニコラス・レイが監督した。出演はアンソニー・クインや谷洋子など。
ボブ・ディランは、本作でのクインの演技に触発され「Quinn the Eskimo（Mighty Quinn）」という楽曲を製作した。

## キャスト
※括弧内は日本語吹替（初回放送1970年2月16日『月曜ロードショー』）
- イヌク：アンソニー・クイン（小林清志）
- アジャク：谷洋子（荒砂ゆき）
- 最初の警官：ピーター・オトゥール（北村弘一）
- 2人目の警官：カルロ・ジュスティニ（田中信夫）
- 宣教師：マルコ・グリエルミ（市川治）
- ヒコ：アンナ・メイ・ウォング

## スタッフ
- 監督：ニコラス・レイ
- 製作：マレノ・マレノッティ
- 脚本：ニコラス・レイ、ハンス・リューシュ
- 撮影：アルド・トンティ
- 音楽：アンジェロ・フランチェスコ・ラヴァニーノ